# Плотоядные
Плотоя́дные (лат. Carnivore лат. carne означает «плоть» и лат. vorare означает «пожирать»), или зоофаги — животные, питающиеся преимущественно мясом. Этим они отличаются от травоядных (лат. Herbivore), питающихся в основном растительной пищей, а также от всеядных (лат. Omnivore) (в том числе человека), употребляющих в еду и то, и другое. К плотоядным относятся: большинство представителей отряда хищных (но не все животные, относящиеся к отряду хищных - хищники, исключением является например большая панда) плацентарных, некоторые виды сумчатых, некоторые птицы, все змеи, крокодилы, некоторые рыбы, головоногие моллюски и другие животные.

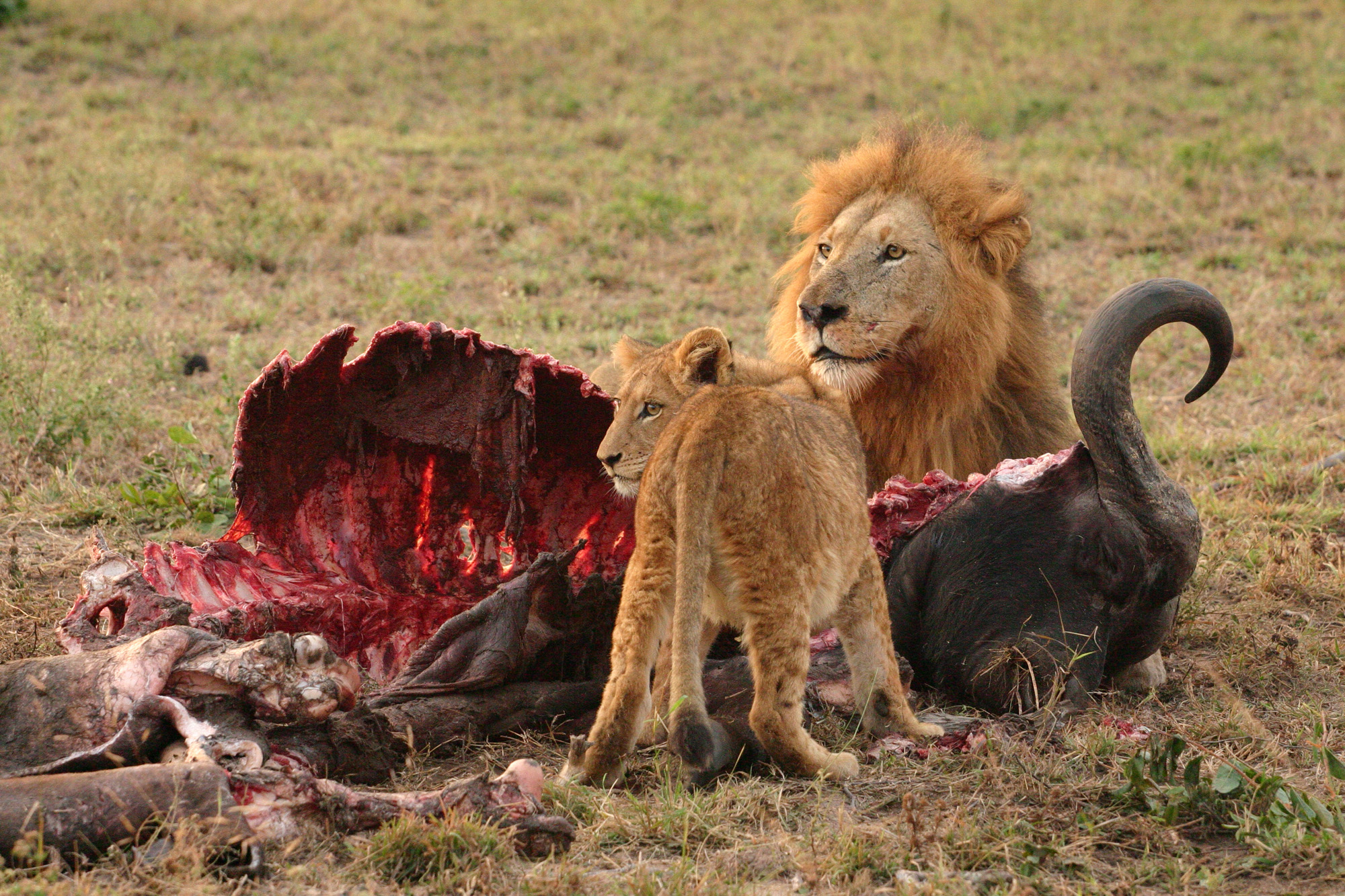
Львы, убившие буйвола

Мелкие плотоядные животные могут включать в себя пауков, лягушек и летучих мышей. Средние ‒ птиц, таких как орлы и ястребы, змей и муравьедов. Большие плотоядные варьируются от диких собак и волков до самых крупных животных: больших кошек, крокодилов и китов.

## Типы
- Облигатные

Также называют настоящими (истинными) хищниками. Их рацион состоит в основном из мяса и в крайне редких случаях потребляется пища растительного происхождения (растительная пища зачастую вызывает рвотный рефлекс). К облигатным хищникам относятся все кошачьи. Также норки, дельфины, тюлени, морские львы, моржи и т. д. К облигатным хищникам, не относящимся к млекопитающим, относятся радужная форель, лосось, ястребы, орлы, крокодилы, многие змеи и ящерицы и большинство амфибий.
- Не облигатные (факультативные)

К этому типу относятся животные, у которых основу рациона составляет мясо, однако они потребляют и незначительное количество пищи растительного происхождения

## Рацион

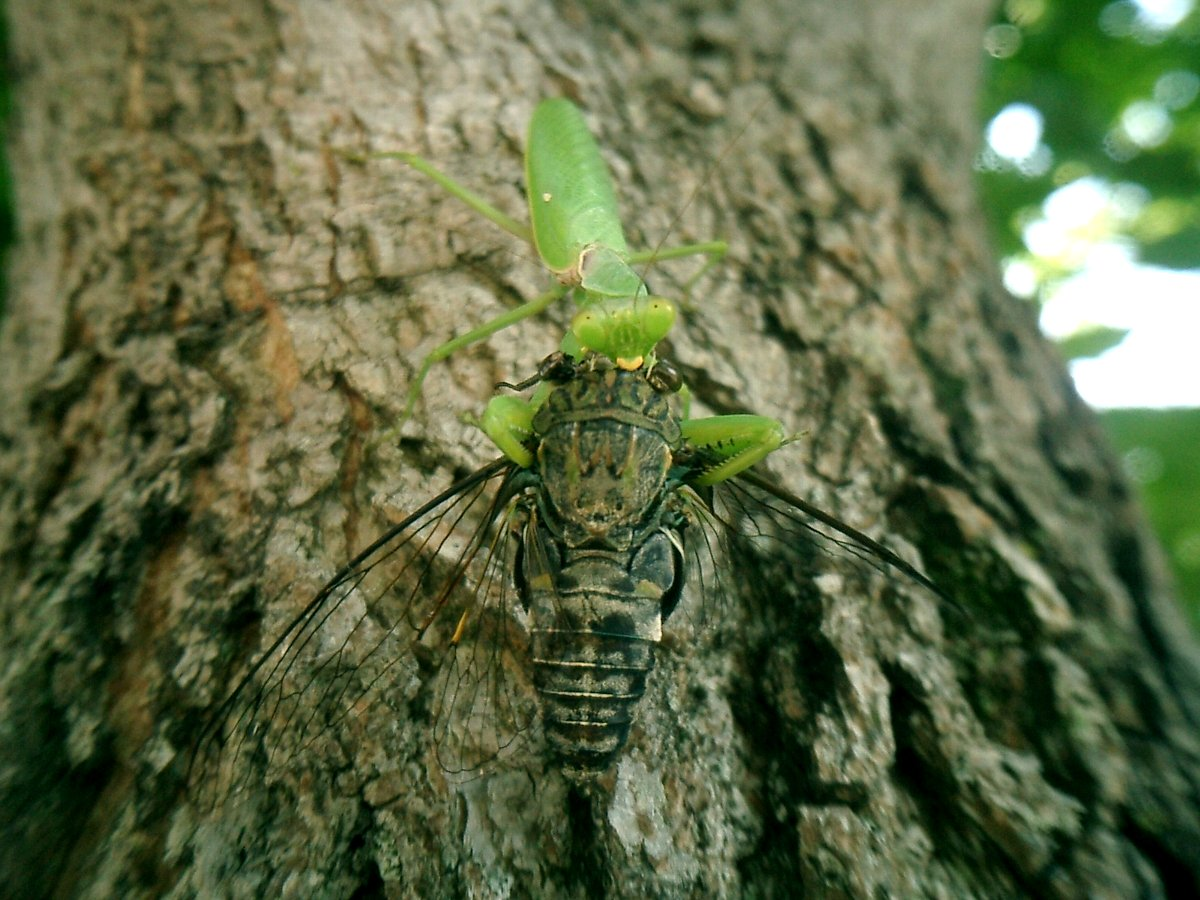
Богомол Hierodula patellifera поедает цикаду Hyalessa maculaticollis

Большинство плотоядных не являются облигатными плотоядными. Облигатные хищники полностью зависит от мяса, потому что их рацион требует питательных веществ, которые содержатся только в мясе животных. Растения не обеспечивают достаточного количества питательных веществ для облигатных хищников, и их организм не в состоянии правильно переваривать растения.
Основную часть времени плотоядные животные проводят в поисках пищи. Охотятся на травоядных, всеядных и даже других плотоядных животных. Добычей являются позвоночные, беспозвоночные животные и насекомые.
Поскольку плотоядные могут получать питательные вещества из плоти добычи, которой они питаются, их организм не способен производить определённые витамины и аминокислоты, как это происходит у травоядных или всеядных животных. Таким образом, плотоядные имеют острую биологическую потребность в ниацине, таурине, витамине А и аргинине, которые можно найти в достаточном количестве в мясе добычи.
В отличие от всеядных и травоядных, плотоядные могут получать достаточное количество энергии из белков и жиров и не имеют минимальной потребности в углеводах. Однако, присутствует минимальная потребность в глюкозе, в первую очередь для снабжения мозга энергией, поскольку глюкоза синтезируется из углеводов.
Жиры и белки дают плотоядным значительно больше, чем просто энергию. Жиры облегчают усвоение жирорастворимых питательных веществ, в то время как белок является строительным материалом для регенерации ткани.
В то время как белки могут поступать из растительных материалов, животные источники лучше всего подходят для полноты их аминокислотных профилей. Аминокислоты позволяют животным использовать белки для роста и регенерации. Есть незаменимые аминокислоты, которые плотоядные должны получать из пищи, и заменимые аминокислоты, которые может синтезировать их организм.

## Отличительные черты
- короткий, простой пищеварительный тракт, предназначенный для быстрого переваривания белков и жиров;
- глаза расположены на передней части головы, дающие возможность видеть в темное время суток;
- уши приспособлены для восприятия мельчайших звуков во время охоты;
- сильные, достаточно широко раскрываемые челюсти, которые не способны двигаться из стороны в сторону;
- наличие клыков;
- острые зубы, которые не совпадают друг с другом предназначены для разрыва плоти (практически не способны измельчать пищу растительного происхождения);
- наличие когтей (клюва) для захвата и удержания добычи;
- отсутствие амилазы — фермента, содержащегося в слюне, способствующего расщеплению пищи растительного происхождения в процессе жевания[7];
- наличие пищеварительных ферментов, способных расщеплять мышечный белок на аминокислоты, которые затем могут диффундировать через стенки тонкой кишки[8]

## Стратегии питания
Основную часть времени плотоядные животные проводят в поисках пищи.
- хищники — добывают пищу во время одиночной или стайной охоты;
- падальщики — как правило не охотятся на животных, которых едят[9]

Оба этих класса не являются взаимоисключающими.

## Таксономические группы
- Медвежьи (Ursidae)

Существует 9 видов медвежьих, которые встречаются на всех континентах, кроме Австралии и Антарктиды. Они встречаются в самых различных ареалах, от тропических лесов до тундры. Медвежьи наиболее разнообразны и многочисленны в северном полушарии, включая Северную Америку и Евразию. Размеры видов медведей варьируются от мелких (красная панда, от 3 до 5 кг) до очень крупных (белый медведь, 800 кг), но большинство из них относятся к млекопитающим среднего и крупного размера. У них мощное телосложение с густой шерстью.
Медвежьи виды всеядны. Медведи обычно живут сами по себе. В более холодных регионах медведи наращивают жировую ткань осенью и впадают в период покоя в самые холодные месяцы. Это не настоящая форма гибернации, потому что температура их тела не снижается, и они легко просыпаются, если их потревожить.
- Кошачьи (Felidae)

На данный момент известно около 41 вида. К ним относятся: гепард, пума, ягуар, леопард, лев, рысь, домашняя кошка и т. д. Эти плотоядные млекопитающие обитают практически во всех регионах Земли, за исключением Австралии и Антарктиды. Эта группа плотоядных проживает в различных средах обитания, но обычно это лесные животные. Имеют сравнительно короткие конечности с мягкими подушечками на ступнях, обычно острые изогнутые втягивающиеся когти, широкую и несколько округлая голова с короткими, но мощными челюстями, снабженными зубами, подходящими для захватывания, разрывания и разрезания плоти, как правило, глазами с узкими или эллиптическими зрачками, особенно приспособленными для зрения в тусклом свете. Имеют хорошо развитый слух.
- Псовые (Canidae)

Включают в себя порядка 36 видов, к которым относятся: лисицы, волки, шакалы, домашние собаки и других представителей семейства собачьих . Встречающиеся по всему миру псовые, как правило, представляют собой стройных длинноногих животных с длинными мордами, пушистыми хвостами и стоячими заостренными ушами. Эти плотоядные крупных и средних размеров, как правило моногамны. Псовые широко распространены, встречаются на всех континентах, кроме Антарктиды. Это единственный представитель отряда плотоядных, который обитает в Австралии (собаки динго, скорее всего также были завезены людьми). Ноги и ступни псовых умеренно удлинены, а их стойка пальцевидная. Обычно пять пальцев на передних лапах и четыре на задних. Обоняние острое и, по-видимому, критично для этих животных, как и слух, однако зрение менее развито.
- Виверровые (Viverridae)

Известны 35 видов этих мелких млекопитающих Старого Света. Виверровые — одни из самых малоизученных хищников. Встречаются редко, будучи мелкими и скрытными обитателями лесов и густой растительности. Кроме того, многие виды обитают только на островах или на небольших территориях.
У большинства виверровых тонкое тело с длинным хвостом и короткими ногами, оканчивающимися четырёх- или пятипалыми ступнями. Как правило среднего размера с длинным телом и относительно короткими ногами. Их тела имеют длину от 300 мм (исключая хвост, который обычно умеренно длинный) до 1000 мм в длину. Вес варьируется от чуть менее 1 кг до 14 кг. У большинства видов относительно небольшая голова с короткими, заостренными или полузаостренными стоячими ушами и относительно длинной заостренной мордой. Их глаза среднего размера. У большинства видов есть полосы, пятна или полосы на теле, а их хвосты часто окаймлены контрастными цветами. Их когти могут быть втянуты. У большинства есть перианальные (не анальные) железы, вырабатывающие сильно пахнущее вещество; у некоторых видов запах достаточно сильный, чтобы отпугнуть хищников. Секреция этих желез, называемых циветтами, используется как парфюмерная основа и лекарство.
- Гиеновые (Hyaenidae)

Включает четыре вида, каждый из которых относится к своему роду, обитающему в Африке, Юго-Восточной Азии и Индии. Три вида — пятнистая, бурая, полосатая гиены, охотятся и поедают крупных позвоночных. Четвёртый вид, земляной волк, питается практически исключительно термитами и падалью.
Гиены среднего и крупного размера, 10-80 кг. У них пушистый хвост, округлые уши, а у трех из четырёх видов есть полосы или пятна на шерсти (у бурой гиены отметин нет). Может присутствовать грива. Отличительной особенностью является несоответствие длины передних и задних конечностей. Когти тупые и не втягивающиеся. Один из видов обладает особенностью увеличенного клитора и 2 мошоночных мешочка самки, которые внешне неотличимы от полового члена и мошонки самца. Эта морфологическая характеристика привела к убеждению, что гиены были гермафродитами, что является в корне неверным. Ещё одним уникальным признаком является анальный мешок, который животные выворачивают, чтобы помечать предметы на своей территории пахучими выделениями. Анальные мешочки также хорошо развиты у родственных виверровых и герпестидов (мангустовых). У некоторых видов в стаях доминирующей является альфа-самка (преобладает матриархат).
- Куньи (Mustelidae)

Куньи представляют собой разнообразную группу и составляют самое большое семейство отряда хищников, насчитывающее около 56-60 видов из восьми подсемейств и 24 родов. Включают в себя ласк, барсуков, выдр, хорьков, куниц и норок.
Куньи сильно различаются по размеру, форме и поведению. В большом диапазоне вариаций куньи обладают некоторыми общими характеристиками. Все они демонстрируют потерю второго верхнего моляра и потерю карнасальной вырезки на четвёртом верхнем премоляре. Куньи, как правило, имеют размер от малого до среднего, с короткими ногами, маленькой головой, большой шеей и короткими круглыми ушами. У них по пять пальцев на лапе с не втягивающиеся когти; у выдр полностью перепончатые задние лапы. Большинство куньих ведут одиночный образ жизни, как правило ночной. Активны круглый год. Все представители обладают зубами, приспособленными для поедания плоти.
- Енотовые (Procyonidae)

Всеядны. Еноты встречаются в Северной и Центральной Америке, Европе и Японии. Они очень легко адаптируются, поэтому живут в самых разных климатических условиях и средах обитания. Традиционно еноты предпочитают густые лесные массивы с доступом к деревьям, воде и обильной растительности. Там они устраивают свои селятся в дуплах деревьев, а также в заброшенных норах.